# P14ARF
p14ARF（ARF、p14ARF）は、CDKN2A遺伝子座（INK4a/ARF遺伝子座）の代替リーディングフレーム（alternate reading frame）からのタンパク質産物である。p14ARFはMycやRasの異常な増殖シグナルなど、分裂促進刺激の増大に応答して誘導される。主に核小体に蓄積し、そこでNPMまたはMdm2と安定な複合体を形成する。これらの因子との相互作用はそれぞれリボソームの生合成の阻害、またはp53依存的な細胞周期の停止とアポトーシスの開始を引き起こすため、p14ARFはがん抑制因子として作用する。p14ARFは、その転写、アミノ酸組成、分解の面で非典型的なタンパク質である。p14ARFは他のタンパク質p16INK4aの代替リーディングフレームとして転写され、きわめて塩基性が高く、N末端がポリユビキチン化される。
p16INK4aとp14ARFはどちらも細胞周期の調節に関与している。p14ARFはMdm2を阻害し、それによってp53を促進する。p53はp21の活性化を促進し、p21は特定のサイクリン-CDK複合体に結合して不活性化する。この不活性化がなければ、サイクリン-CDK複合体によって細胞周期のG1/S期チェックポイントを通過させる遺伝子の転写が促進される。CDKN2A遺伝子のホモ接合型変異によるp14ARFの喪失はMdm2レベルの増加をもたらし、p53の機能と細胞周期の制御が喪失する。
ヒトのp14ARFはマウスのp19ARFに相当する。

## 背景
p14ARFの転写産物は1995年にヒトで初めて同定され、同じ年にはマウスでタンパク質産物が確認された。その遺伝子座はヒトでは9番染色体の短腕に位置し、マウスでは4番染色体の対応する位置に存在する。遺伝子はINK4aとINK4bのタンデムリピートの近傍に位置しており、INK4aとINK4bはそれぞれp16INK4aとp15INK4bをコードする。これらのINK4タンパク質は、サイクリンD依存性キナーゼCDK4とCDK6を直接阻害する。他の染色体には他のINK4遺伝子が存在するが、それらはがんとは関係しておらず、機能は重複していないようである。CDK4/6のサイクリン依存的な重要な基質にはRbタンパク質がある。RbはG1期の終盤にリン酸化され、G1期からの脱出を可能にする。Rbタンパク質は、DNA複製に必要な遺伝子の転写を活性化するE2Fファミリー転写因子の活性を阻害することで、細胞増殖を制限する。RbがG1期にサイクリンDとサイクリンEに依存的なキナーゼによってリン酸化されると、RbはE2F依存的な転写を抑制できなくなり、細胞はDNA合成期であるS期へと移行する。そのため、INK4aとINK4bはRbのリン酸化を担うCDKを阻害することで細胞増殖を制限し、がん抑制因子として機能する。
INK4a/ARF遺伝子座からはINK4aに加えて、アミノ酸配列は無関係なタンパク質ARFが代替リーディングフレームから産生される。INK4aとARFのmRNAはそれぞれ3つのエクソンからなる。エクソン2と3は両者に共通であるがエクソン1は異なり、それぞれエクソン1α、1βと呼ばれる。エクソン1βはINK4aとINK4bの遺伝子の間に位置する。エクソン1αと1βはサイズは同程度であるが、エクソン1βには自身のプロモーターと開始コドンが存在し、エクソン2のリーディングフレームは異なるものとなる（ARFのエクソン3は翻訳されない）。そのため、INK4aとARFは重複したコーディング領域を持つにもかかわらず両者のアミノ酸配列は無関係であり、異なる機能を持つ。このようにコーディング配列が2つの異なるリーディングフレームで用いられることは哺乳類では一般的でなく、ARFを特殊なタンパク質にしている。ARFの転写産物が発見されたときには、タンパク質をコードしないと考えられていた。ARFはヒトでは14 kDa、132アミノ酸のタンパク質（p14ARF）、マウスでは19 kDa、169アミノ酸のタンパク質（p19ARF）へと翻訳される。マウスとヒトのARFは、エクソン1β部分は45％が同一、ARF全体では50％が同一である。INK4aはエクソン1α部分は72％が同一、INK4a全体では65％が同一である。
INK4aとARFは構造的にも機能的にも異なるが、どちらも細胞周期の進行に関与しており、これらの持つ幅広い阻害機能は発がん性シグナルへの対抗を助けている可能性がある。上述したように、INK4aはRbがE2F転写因子に結合したままの状態を維持することで、間接的に増殖を阻害する。ARFはMdm2（ヒトではHDM2とも呼ばれる）を阻害することでp53の活性化に関与している。Mdm2はp53に結合し、その転写活性を阻害する。Mdm2はp53に対するE3ユビキチンリガーゼ活性も持っており、分解のため細胞核から細胞質への輸送を促進する。ARFはMdm2によるp53の転写活性の阻害に対抗し、細胞周期の停止やアポトーシスを引き起こす。そのため、ARFやp53の喪失は細胞の生存に有利となる。
ARFの機能は主にMdm2/p53を介した機構であると考えられてきたが、p53またはp53とMdm2を喪失した細胞でもARFは増殖を阻害する。2004年、ARFのp53非依存的機能の1つがヌクレオフォスミン/B23（NPM）への結合が関与するものであることが発見された。NPMは酸性のリボソームシャペロンであり、p53非依存的にリボソーム前駆体のプロセシングと核外輸送に関与し、自身とp14ARFとともにオリゴマー化する。p14ARFの約半分が高分子量（2–5 MDa）のNPM含有複合体中に存在する。ARFの強制発現は、47S/45S rRNAの初期のプロセシングを遅らせ、32S rRNAの切断を阻害する。このことからは、p14ARFはNPMに結合してrRNAのプロセシングを阻害することが示唆される。ARF欠損細胞は核小体領域が増加し、リボソーム生合成が増加し、タンパク質合成が増加する。無制限なリボソーム生合成はNPMがARFに結合していないときにみられ、ARFとNPMの双方が欠損しているときにはみられない。リボソームとタンパク質の増加によるサイズの増大は細胞増殖の増加とは関係していないが、ARFの正常な基底レベルは通常低いにもかかわらずこうしたARF欠損表現型が出現する。そのため、発がん性シグナルに応答したARFの誘導が最も重要であると考えられるが、間期の細胞でみられる低レベルのARFも細胞成長の抑制という面では大きな影響を持っており、NPM/ARF複合体中の基底レベルのARFは増殖の防止とは独立して定常的なリボソーム生合成を監視しているようである。

## 疾患における役割
INK4a、ARF、Rbやp53の機能喪失と関係したがんはきわめて一般的である。INK4aが存在しない場合、CDK4/6はRbに対して不適切なリン酸化を行い、E2F依存的な転写の増加を引き起こす。ARFが存在しない場合、Mdm2はp53を不適切に阻害し、細胞生存の増加を引き起こす。
多くの種類の腫瘍でINK4a/ARF遺伝子座が欠失したりサイレンシングされたりしていることが知られている。例として、100の原発性乳がんのうち約41%でp14ARFの欠陥がみられる。別の研究では、大腸腺腫（非がん性腫瘍）の32%でプロモーターの高メチル化によるp14ARFの不活性化がみられている。p19ARF、p53、Mdm2を欠失したマウスモデルは、p53とMdm2のみを欠失したマウスよりも腫瘍を形成しやすい。このことは、p19ARFがMdm2やp53に依存しない影響も与えていることを示唆している。このアイデアは近年のsmARFの発見につながった。
CDKN2A（ARF）のホモ接合型欠失や他の変異は膠芽腫と関係していることが判明している。

## smARF
近年まで、ARFはNPMとの相互作用による成長阻害とMdm2との相互作用によるアポトーシスの誘導という2つの影響を与えることが知られていた。現在では、小さなミトコンドリア型アイソフォームであるsmARFによる、p53非依存的な細胞死に関する機能が明らかにされている。全長型ARFは細胞周期の停止やアポトーシスによるタイプI細胞死によって細胞成長を阻害するのに対し、smARFはオートファジーによるタイプII細胞死を引き起こす。ARFと同様、smARFの発現は異常な増殖シグナルによって増加する。smARFは過剰発現するとミトコンドリアマトリックスに局在し、ミトコンドリアの膜電位や構造にダメージを与え、オートファジーによる細胞死を引き起こす。
ヒトとマウスの細胞では、この切り詰められたARFであるsmARFの翻訳はARF転写産物内部のメチオニン（M45）から開始される。smARFはラットでも検出されるが、ラットの転写産物にはこうした内部のメチオニンは存在しない。このことはsmARFを産生するための代替的機構が存在することを示唆しており、このアイソフォームの重要性が強調される。smARFの役割はARFとは異なり、核局在化シグナル（NLS）を欠いており、Mdm2ともNPMとも結合しない。しかし一部の細胞種では、全長型ARFもミトコンドリアに局在してタイプII細胞死を誘導しており、飢餓や他の環境応答としてのオートファジーに加えて、がん遺伝子の活性化に対する応答にも関与していることが示唆される。

## 生化学
ARFの発現は発がん性シグナル伝達によって調節されている。MycやRasなどによる異常な分裂促進刺激はARFの発現を増加させる、p53の変異やMdm2の増幅でも同様の変化がみられる。ARFはE2Fの強制発現によっても誘導される。E2Fの発現は細胞周期中に増加するが、おそらくARFの発現には2つ目の未知の転写因子が必要であるため、一過的なE2Fの増加に対するARFの応答は防がれている。ARFはRb-E2F複合体とp53の活性化によって負に調節されている。異常な増殖シグナルはsmARFの発現も増加させる。
ARFはきわめて塩基性が高く（pI > 12）、かつ疎水的なタンパク質である。その塩基性はそのアルギニン含量によるものであり、アミノ酸の20%以上がアルギニンである。一方で、リジンはほとんどまたは全く含まれない。こうした特性のため、ARFは他の標的に結合していない状態では構造をとらないと考えられている。ARFは25種類以上のタンパク質と複合体を形成することが報告されているが、これら個々の相互作用の重要性は未解明である。こうした相互作用の1つではSUMO化がもたらされることから、ARFは結合するタンパク質を修飾している可能性が示唆されている。SUMOタンパク質は低分子量ユビキチン様修飾因子であり、リジンのε-アミノ基に付加される。この過程は、ユビキチン化経路に似た3つの酵素によるカスケード反応を伴う。E1は活性化酵素であり、E2は結合酵素、E3はリガーゼである。ARFは既知の唯一のSUMO化E2酵素であるUBC9と結合し、ARFがSUMOの結合を促進していることが示唆される。この役割の重要性は不明であるが、SUMO化はタンパク質運搬、ユビキチン化への干渉、遺伝子発現の変化などさまざまな機能に関与している。
ARFの半減期は約6時間であり、smARFの半減期は1時間未満である。どちらのアイソフォームもプロテアソームによって分解される。通常、タンパク質がユビキチン化されるのはリジン残基であるが、ARFはN末端がユビキチン化されることでプロテアソームの標的となる。ヒトのp14ARFにはリジンは含まれておらず、マウスのp19ARFには1つだけ含まれている。マウスのリジン残基をアルギニンに置換しても分解に影響を与えないことから、同様にN末端がユビキチン化されていることが示唆される。これもARFタンパク質の独特さの1つであり、真核生物のタンパク質の大部分はN末端がアセチル化されているため、この部位のユビキチン化は防がれている。N末端のアセチル化の効率は末端から2番目の残基の影響を受け、酸性残基によって促進され、塩基性残基によって阻害される。p19ARFのN末端のアミノ酸配列はMet-Gly-Arg、p14ARFはMet-Val-Argであり、メチオニンアミノペプチダーゼによってメチオニンは除去されるがアセチル化は行われないことで、ユビキチン化の進行が可能となる。smARFの配列はメチオニンで開始されるがメチオニンアミノペプチダーゼで切断されず、おそらくアセチル化され、ユビキチン化なしでプロテアソームによって分解される。
核小体に存在する全長のARFはNPMによって安定化されているようである。NPM-ARF複合体はARFのN末端を保護するわけではないが、ARFへの分解装置のアクセスを防いでいると考えられる。ミトコンドリアマトリックスタンパク質p32はsmARFを安定化する。このタンパク質はさまざまな細胞タンパク質やウイルスタンパク質に結合するが、その正確な機能は不明である。p32のノックダウンによってsmARFのターンオーバーが上昇し、smARFレベルは劇的に低下する。一方、p19ARFのレベルはp32のノックダウンの影響を受けない。p32は特異的に安定化し、おそらくプロテアソームまたはミトコンドリアのプロテアーゼからsmARFを保護している。

## 関連文献
- “Regulation of the Arf tumor suppressor in Emicro-Myc transgenic mice: longitudinal study of Myc-induced lymphomagenesis”. Blood 109 (2):  792–4. (January 2007). doi:10.1182/blood-2006-07-033985. PMID 16968893.
- Codogno P (June 2006). “Autophagy and caspase-independent cell death: p19ARF enters the game”. Dev. Cell 10 (6):  688–9. doi:10.1016/j.devcel.2006.05.003. PMID 16740471.
- Esteller M; Tortola S; Toyota M et al. (January 2000). “Hypermethylation-associated inactivation of p14(ARF) is independent of p16(INK4a) methylation and p53 mutational status”. Cancer Res. 60 (1):  129–33. PMID 10646864.
- Menéndez S; Khan Z; Coomber DW et al. (May 2003). “Oligomerization of the human ARF tumor suppressor and its response to oxidative stress”. J. Biol. Chem. 278 (21):  18720–9. doi:10.1074/jbc.M211007200. PMID 12582152.
- “Rapid asymmetric evolution of a dual-coding tumor suppressor INK4a/ARF locus contradicts its function”. Proc. Natl. Acad. Sci. U.S.A. 104 (31):  12807–12. (July 2007). doi:10.1073/pnas.0703238104. PMC 1937548. PMID 17652172.
- “Mutations in human ARF exon 2 disrupt its nucleolar localization and impair its ability to block nuclear export of MDM2 and p53”. Mol. Cell 3 (5):  579–91. (May 1999). doi:10.1016/S1097-2765(00)80351-2. PMID 10360174.
- Tan, X; Anzick, SL; Khan, SG; Ueda, T; Stone, G; Digiovanna, JJ; Tamura, D; Wattendorf, D et al. (2013). “Chimeric negative regulation of p14ARF and TBX1 by a t(9;22) translocation associated with melanoma, deafness, and DNA repair deficiency”. Hum Mutat 34 (9):  1250–9. doi:10.1002/humu.22354. PMC 3746749. PMID 23661601.